# (384) Burdigala
Pour les articles homonymes, voir Burdigala (homonymie).
(384) Burdigala est un astéroïde de la ceinture principale découvert par l'astronome Fernand Courty le 11 février 1894 depuis l'observatoire de Bordeaux.
Son nom vient de Burdigala, forme latinisée du nom antique de la ville de Bordeaux, en France, terme d'origine pré-latine.